# Гендрік Антон Лоренц
Ге́ндрік Анто́н Ло́ренц (нід. Hendrik Antoon Lorentz; 18 липня 1853, Арнем — 4 лютого 1928, Гарлем, Нідерланди) — нідерландський фізик. Створив класичну електронну теорію, за допомогою якої пояснив багато електричних та оптичних явищ, в тому числі ефект Зеемана. Розробив електродинаміку рухомих середовищ. Вивів перетворення, названі його іменем. Г. Лоренц близько підійшов до створення теорії відносності. Лауреат нобелівської премії з фізики (1902, спільно з П. Зеєманом)

## Біографія
Нідерландський фізик народився 18 липня 1853 року в місті Арнемі, в родині дрібного підприємця, що утримував дитячі ясла. Предки Лоренца походили з прирейнської Німеччини. Головною діяльністю їх було землеробство. Жили вони в достатку, який тримався на їхній праці. Мати Лоренца, Гертруда, до шлюбу ван Гінкель, виросла в Ренсвуді (провінція Утрехт). ЇЇ першим чоловіком був Якоб Янссен, який рано помер. На третьому році вдівства вона вступила в шлюб з Герритом Фредеріком Лореном. Від Янсена у неї був син Гендрік Ян Якоб, а від Лоренца — двоє синів. Старшим сином Лоренца був Гендрік Антон, другий, молодший син, скоро помер.
Початкову та середню освіту Гендрік здобув у місцевій школі. У 1857 р. Гендрік і його старший брат залишилися, втративши матір, під опікою вітчима, а через 4 роки в будинку з'явилася мачуха Луберта Гупкес. До цієї жінки Гендрік на все життя зберіг найтепліші почуття. Маленький Лоренц, як здавалося, дуже відставав у розвитку. Коли його зведений брат уже пішов у школу, Гендрік міг лише із зусиллям вимовити «до побачення».
У шість років Гендріка віддали до школи, яка вважалася найкращою в Арнемі, і незабаром він став першим у своєму класі. У 1866 р. він перейшов у Вищу громадянську школу, яка щойно відкрилася. І тут він вчився блискуче. Залучення до наук було захоплюючим; а впевненість у своїх силах породжувала наступні успіхи. Володіючи винятковою пам'яттю, Гендрік Лоренц, крім всіх шкільних справ, встиг вивчити англійську, французьку, і німецьку мови, а перед вступом до університету ще грецьку і латину (до старості він міг складати вірші з латини).
З 1870 р. продовжує навчання в Лейденському університеті, відвідує лекції відомого на той час професора астрономії Фредеріка Кайзера. І тут сталася подія, яка визначила весь подальший шлях Лоренца в науці: він познайомився з працями Джеймса Клерка Максвелла. До того часу «Трактат про електрику» був зрозумілий лише небагатьом фізикам. Більше того, коли юний Гендрік попросив паризького перекладача «Трактату…» пояснити йому фізичний зміст рівнянь Максвелла, він почув у відповідь, що «… жодного фізичного сенсу ці рівняння не мають і зрозуміти їх не можна; їх слід розглядати як чисто математичну абстракцію».
За 2 роки Лоренц дістає звання бакалавра наук із фізики та математики й повертається до Арнема учителем місцевої середньої школи. 1873 р. успішно складає екзамени на присвоєння докторського ступеня й досліджує теорію відбивання та заломлення світла, а 1875 р. захищає в Лейденському університеті докторську дисертацію з цієї проблеми. 1878 р. Лоренц переїздить з Арнема до Лейдена й працює на кафедрі теоретичної фізики університету, одній з перших у Європі, продовжуючи вивчати оптичні явища.
У 1881 р. він одружується з племінницею професора астрономії Кайзера Аллеттою Кайзер. У них народилося четверо дітей, проте одна дитина померла немовлям.
Продовжуючи працювати в університеті, Лоренц 1892 р. формулює теорію електронів, публікує роботи з розщеплення спектральних ліній у магнітному полі. 1896 р. колега Гендріка Лоренца Пітер Зеєман підтвердив його теоретичне положення про поляризацію світла. У 1900 році на Міжнародному конгресі фізиків у Парижі Лоренц виступив з доповіддю про магнітооптичні явища. Його друзями стали Больцман, Він, Пуанкаре, Рентген, Планк і інші знамениті фізики. У 1902 році Лоренц і його колега Пітер Земан стають Нобелівськими лауреатами.
|                                                          | … ми сподіваємося, що електронна гіпотеза, оскільки вона прийнята в різних розділах фізики, веде до загальної теорії, яка охопить багато областей фізики і хімії. Можливо, що на цьому довгому шляху вона сама повністю перебудується |
| — Гендрік Антон Лоренц, при врученні Нобелівської премії | |

.
Через чотири роки він виступив з основоположною статтею «Електромагнітні явища в системі, що рухається зі швидкістю, меншою за швидкість світла». Лоренц вивів формули, що зв'язують між собою просторові координати і моменти часу у двох різних інерційних системах відліку (Перетворення Лоренца). Вченому вдалося отримати формулу залежності маси електрона від швидкості.

Особливо потрібно відзначити участь Гендрік Лоренца в підготовці та проведенні «I Міжнародного Сольвеївського конгресу фізиків». Він відбувся у 1911 році в Брюсселі, і був присвячений проблемі «Випромінювання і кванти». У його роботі брали участь 23 фізика, головував Лоренц. 
|                                            | Нас не покидає відчуття, що ми перебуваємо в глухому куті; старі теорії виявляються усе менш здатними проникнути в пітьму, що оточує нас з усіх боків |
| — Гендрік Антон Лоренц, із вступного слова | |

 Він ставить перед фізиками завдання створити нову механіку: «Ми будемо дуже щасливі, якщо нам вдасться хоч трохи наблизитися до тієї майбутньої механіки, про яку йде мова».
У 1912 році Лоренц подає у відставку з Лейденського університету, проте раз на тиждень читає лекції й виконує обов'язки секретаря Нідерландського наукового товариства. Через рік переїздить до Гарлема, де працює директором фізичного кабінету Тейлерівського музею. З 1923 р. входить до складу міжнародної комісії з інтелектуальної співпраці Ліги Націй, а з 1925 р. очолює її.

Лоренц любив свою країну і писав: 
|  | Я щасливий, що належу до нації, надто маленької, щоб здійснювати великі дурниці. |

 Він користувався величезною повагою і любов'ю, як у себе на батьківщині, так і скрізь, де його знали. Святкування п'ятдесятиріччя з дня захисту ним докторської дисертації, що почалося 11 грудня 1925 вилилося в загальнонаціональне свято.
У 1927 році, Гендрік Лоренц писав дочці, що сподівається «завершити ще кілька наукових справ», але тут же додав: «Втім, те, що є — теж добре: за плечима у мене — велике і чудове життя». Вчений зберігав інтелектуальну активність до самої смерті. Помер він 4 лютого 1928 р. у віці 75 років у Гарлемі.

## Досягнення
Гендрік Лоренц розвинув електромагнітну теорію світла і електронну теорію матерії, а також сформулював самоузгоджену теорію електрики, магнетизму і світла. З іменем цього ученого пов'язана відома з шкільного курсу фізики сила Лоренца (це поняття він розвинув в 1895 р.) — сила, що діє на заряд, рухомий в магнітному полі.
Розвинув теорію про перетворення стану рухомого тіла, одним з результатів якої було так зване скорочення Лоренца-Фітцжеральда (Георг Фітцжеральд — ірландський фізик), що описує зменшення довжини об'єкта при поступальному русі. Отримані в рамках цієї теорії перетворення Лоренца є найважливішим внеском в розвиток теорії відносності.
Пояснив феномен, відомого як ефект Зеемана, за який отримав Нобелівську премію.

## Нагороди і визнання
Гендрік Лоренц був почесним доктором Паризького й Кембріджського університетів, членом Лондонського королівського й Німецького фізичного товариств.
- Нобелівська премія з фізики (1902)
- Медаль Коплі
- Медаль Румфорда (1908)

## Наукові праці
- Лорентц Г. А. Теория электромагнитного поля. — Л.-М. : ГТТИ, 1933. — 172 с.
- Лорентц Г. А. Статистические теории в термодинамике. — Л.-М. : ГТТИ, 1935. — 156 с.
- Лоренц Г. А., Пуанкаре А., Эйнштейн А., Минковский Г. Принцип относительности. — Л.-М. : ОНТИ НКТП СССР, 1935. — 388 с.
- Лоренц Г. А. Лекции по термодинамике. — М.-Л. : ГИТТЛ, 1946. — 156 с.
- Лорентц Г. А. Теория электронов и ее применение к явлениям света и теплового излучения. — М.-Л. : ГИТТЛ, 1956. — 472 с.
- Лоренц Г. А. Старые и новые проблемы физики. — М. : Наука, 1970. — 370 с.